# Melanoloma senex
Melanoloma senex är en tvåvingeart som beskrevs av Friedrich Georg Hendel 1911. Melanoloma senex ingår i släktet Melanoloma och familjen Richardiidae. Inga underarter finns listade i Catalogue of Life.